# Décembre 1959

## Événements
- Réforme du Comecon. Égalité absolue des pays membres, respect de la souveraineté et des intérêts nationaux.

- 1er décembre :
  - Fin de la conférence internationale sur l'Antarctique à Washington. Signature du Traité sur l'Antarctique[1], signé par 12 pays dont les États-Unis et l'URSS, et préservant l'Antarctique en tant que réserve scientifique et bannissant toute activité militaire.
  - La première photographie couleur de la Terre est envoyée de l'espace.

- 2 décembre : le barrage de Malpasset sur les hauteurs de Fréjus cède et fait 423 morts.

- 6 décembre : nouveau record d'altitude établi à 30 040 m par le commandant Lawrence E. Flint à bord d'un McDonnell Douglas F-4 Phantom II[2].

- 9 décembre : 
  - Un Kaman H-43 Huskie piloté par Walter J. Hodgson établit un nouveau record du monde d'altitude en hélicoptère en atteignant 9 097 m[3].
  - Un Fuji KM-1 (JA-3119) porte le record international d’altitude, Classe C-1c, à 9 917 m.

- 10 décembre :
  - Massacre dans le quartier de Old Location à Windhoek, capitale du Sud-Ouest africain, par la police faisant 13 morts et 54 blessés[4].

- 12 décembre :
  - Formule 1 : à l'issue du GP des États-Unis, dernière épreuve de la saison, disputée sur le circuit de Sebring, et remportée par Bruce McLaren, Jack Brabham remporte le championnat du monde de Formule 1 au volant d'une Cooper-Climax. Avec 31 points, il devance Tony Brooks (Ferrari, 2e à 4 points) et Stirling Moss (Cooper, 3e à 5,5 points).
  - Signature à Saint-Louis (Sénégal) de la convention entre pays issus de l'Afrique-Occidentale française et l'Afrique-Équatoriale française créant l'Agence pour la sécurité de la navigation aérienne en Afrique et à Madagascar.

- 14 décembre : un nouveau record d'altitude en avion est réalisé par un Lockheed F-104 Starfighter piloté par le capitaine Joe B. Jordan qui atteint 31 513 m[5].

- 15 décembre : nouveau record du monde vitesse établi à 2 455,7 km/h par un Convair F-106 Delta Dart piloté par le commandant Joseph W. Rogers[6].

- 16 décembre : création de China Airlines à Taïwan.

- 20 décembre : premier vol de l'avion de transport soviétique Antonov An-24.

- 20, 21 et 22 décembre : émeutes en Martinique.

- 21 décembre : 
  - En Iran, le chah Mohammad Reza Pahlavi épouse en troisièmes noces Farah Diba qui lui donnera quatre enfants dont deux filles.
  -  : réunion à Paris du général de Gaulle, d’Eisenhower, de Harold Macmillan (Premier ministre du Royaume-Uni) et du chancelier Konrad Adenauer qui proposent à Khrouchtchev une rencontre au sommet consacré aux rapports Est-Ouest, au désarmement et à la question allemande.

- 23 décembre : en France, projet de loi proposant un régime contractuel à l'enseignement privé, démission du ministre de l'Éducation nationale André Boulloche.

- 31 décembre : loi Debré de 1959 sur les rapports entre l’État et l’enseignement privé.

## Naissances
- 1er décembre :
  - Loïck Peyron, navigateur français (France).
  - Anne Ducros, chanteuse de jazz française (France).
- 2 décembre : David Alward, premier ministre du Nouveau-Brunswick.
- 3 décembre : Kathy Jordan, joueuse de tennis américaine (États-Unis).
- 4 décembre : Christian Jacob, homme politique français, ancien ministre (France).
- 5 décembre : Lee Chapman, joueur de football anglais (Royaume-Uni).
- 6 décembre : Satoru Iwata, CEO Président de Nintendo Japonais († 11 juillet 2015) (Japon).
- 14 décembre : C.J. Snare, chanteur américain († 5 avril 2024).
- 15 décembre : Damir Levacic, joueurs d'échecs.
- 18 décembre : Pascal Wintzer, évêque catholique français, évêque auxiliaire de Poitiers.
- 21 décembre : 
  - Sergio Rubini, acteur, scénariste et réalisateur italien.
  - Corinne Touzet, actrice, réalisatrice et productrice française (France).
- 23 décembre : Victoire Tomegah Dogbé, femme politique togolaise.
- 24 décembre : Diane Tell, musicienne, auteur, compositeur, interprète, productrice et réalisatrice québécoise (Québec).
- 25 décembre : Michael P. Anderson, astronaute américain († 1er février 2003) (États-Unis).
- 28 décembre : Ana Torroja, chanteuse espagnole, membre du groupe mecano (Espagne).
- 29 décembre : 
  - Paula Poundstone, humoriste américaine, pratiquant l'auto-dérision (États-Unis).
  - László Kövér, homme politique hongrois.
- 30 décembre : 
  - Tracey Ullman, actrice, productrice, chanteuse, scénariste et réalisatrice britannique (Royaume-Uni).
  - Zahiya Zareer, femme politique et diplomate maldivienne.
- 31 décembre : Val Kilmer, acteur américain († 1er avril 2025) (États-Unis).

## Décès
- 2 décembre : Pierre Forthomme, homme politique belge (° 24 mai 1877).
- 14 décembre :
  - Stanley Spencer, peintre britannique (° 29 juin 1891).
  - Jean Grémillon, réalisateur français (° 3 octobre 1901).
- 23 décembre : Edward Frederick Lindley Wood, 1er comte d'Halifax, homme politique britannique, ambassadeur, vice-roi des Indes de 1926 à 1931 (° 16 avril 1881).
- 27 décembre : Jean Vidalon, militaire français (° 14 novembre 1869).